# Border Bulldogs
Border Bulldogs es un equipo profesional de rugby con sede en la ciudad de East London, en la Provincia Oriental del Cabo, en Sudáfrica. Participa anualmente en la Currie Cup y en las diferentes competencias nacionales de Sudáfrica.
Fue representado hasta 2020 por los Southern Kings en el Pro14, fecha en que los Kings fueron excluidos del torneo.

## Historia
Fue fundada en 1891, hasta el año 1998 mantuvo el nombre de Border, año en que agregó su apodo Bulldogs a su nombre oficial.
Desde el año 1892 participa en la principal competición entre clubes provinciales de Sudáfrica, en la que ha logrado dos campeonatos en 1932 y 1934.
Durante su larga historia han enfrentado a diferentes equipos nacionales, logrando triunfos sobre Italia, Nueva Zelanda y Gales además ha sido visitado en varias ocasiones por los British and Irish Lions logrando un récord ante ellos de 1 victoria, 8 derrotas y un empate.

## Palmarés
- Currie Cup (2): 1932, 1934

- Vodacom Shield (1): 2003

- W.V. Simkins Trophy (1): 1993

- Bankfin Cup (1): 1991

- Sport Pienaar Cup (1): 1975

- Santam Bank Trophy (1): 1990

- Heynemann Trophy (1): 1991